# Prinsenbos

Beeld zonder titel door Barry Flanagan

Het Prinsenbos is een bos dicht bij het centrum van Grimbergen. In het bos bevinden zich de ruïnes van het Prinsenkasteel, het voetbalterrein van KSC Grimbergen, een sporthal, een speeltuintje, een geboortebos, de boskapel en een Maria-kapel die opgericht werd in 1954 door de soldaten van TTr uit Vilvoorde en eigendom is van de gemeente.
Tijdens de Tweede Wereldoorlog staken de terugtrekkende Duitsers het kasteel op 4 september 1944 in brand. Nadien kocht de gemeente in 1959 de ruïnes en het grootste gedeelte van het park. Sinds 2009 is het beheer van het gebied via een erfpachtovereenkomst met de gemeente Grimbergen toevertrouwd aan het Agentschap voor Natuur en Bos.
Tijdens het bestuur onder burgemeester Marleen Mertens, werd een deel van het bos aan de Speelbroek in 2011 geveld om plaats te maken voor een parking voor de Regenboogschool. Deze ontbossing greep plaats ondanks het feit dat de gemeente Grimbergen niet over de nodige vergunningen beschikte. De Vereniging voor Bos in Vlaanderen (VBV) protesteerde hiertegen.
Het grootste gedeelte van het Prinsenbos is gecategoriseerd als zeer waardevol op de Biologische Waarderingskaart, maar de natuur heeft er sterk te lijden onder een hoge recreatiedruk. Het bos bestaat uit oude inheemse bomen zoals beuk (fagus sylvatica), wintereik (quercus petraea) en es (fraxinus excelsior). Aan het voetbalveld staat twee beeldbepalende wintereiken. In het microreliëf zijn sporen van de voormalige Franse tuin bewaard gebleven. Ten oosten van het Prinsenbos loopt de Prinsenstraat, een fraaie dreef met bruine beuken (fagus sylvatica f. purpurea). Deze dreef verbond het kasteel met de Sint-Servaaskerk en bestond ook uit een openbare weg naar Brussel. Van de dubbele dreef zijn thans 3 bomenrijen bewaard gebleven.